# Crecente (parroquia)
Crecente (oficialmente San Pedro de Crecente) es una parroquia española del municipio de Creciente, perteneciente a la provincia de Pontevedra, en la comunidad autónoma de Galicia.

## Historia
Hacia mediados del siglo XIX, la parroquia, ya por entonces perteneciente al municipio de su mismo nombre, tenía contabilizada una población de seiscientos habitantes. Aparece descrita en el séptimo volumen del Diccionario geográfico-estadístico-histórico de España y sus posesiones de Ultramar de Pascual Madoz con las siguientes palabras:

CRECENTE (San Pedro): felig. en la prov. de Pontevedra (7 leg.), part. jud. de Cañiza (1), dióc. de Tuy (7), cap. del ayunt. de su nombre: sit. en terreno quebrado, combatida principalmente por los vientos del N. y S.; el clima es saludable, y las enfermedades mas comunes dolores de costado. Ademas de la v. de su nombre comprende distintos l. con 150 casas; la municipal; cárcel pública inservible; escuela de primeras letras frecuentada por 80 niños y 20 niñas, y una casa llamada cast. de Fornelos, sit. al estremo S. de la pobl., la cual perteneció antiguamente al duque de Sotomayor, y en el dia al marqués de Mos. La igl. parr. (San Pedro del Arrabal) es colegiata, y tiene por anejos á San Roque de Freijó, San Cayetano de Quintela, Sta. Marina de la Ribera y Sta. Cruz de Sendelle; sirven el culto un abad, 5 racioneros párrocos de las espresadas hijuelas, y un sacristan que nombra el abad. El curato es de segundo asceno, el abadiado de presentacion del referido marques de Mos, y las raciones de patronato real y eclesiástico. Confina el térm. N. Ntra. Sra. del Camino; E. Freijó; S. Sta. Marina de la Ribera, y O. Albeos; brotan en él algunas fuentes que sirven para surtido de los vec.; y lo cruza el r. Ribadil, el cual nace en la parr. de Oroso, y pasa por la v. de Couto y l. de la Ribera. Tiene 3 puentes para facilitar el tránsito á los viajeros. El terreno es montuoso y de mediana calidad: los caminos son vecinales, atravesando tambien por el térm. el que conduce á Ribadavia y Orense, el cual se halla en buen estado; y el correo se recibe de Ribadavia 2 veces á la semana. prod.: centeno, maiz, vino y lino; mantiene ganado vacuno, el preciso para la labor; y hay caza de liebres, conejos y perdices. ind.: ademas de la agricultura cuenta algunos molinos harineros y telares de lienzos ordinarios. pobl.: 150 vec., 600 alm. contr.: con su ayunt. (V.)
(Madoz, 1847, p. 166)

En 2023, tenía empadronados 435 habitantes.